# Stictoptera latimargo
Stictoptera latimargo är en fjärilsart som beskrevs av Louis Beethoven Prout 1932. Stictoptera latimargo ingår i släktet Stictoptera och familjen nattflyn. Inga underarter finns listade i Catalogue of Life.